# Antigo
Antigo er en amerikansk by og administrativt centrum for det amerikanske county Langlade County i staten Wisconsin. I 2000 havde byen et indbyggertal på 8.560.

## Ekstern henvisning
- Wikimedia Commons har flere filer relateret til Antigo
- Antigos hjemmeside (engelsk)

45°08′39″N 89°09′18″V / 45.1442°N 89.155°V